# She Looks So Perfect
She Looks So Perfect è un singolo del gruppo musicale australiano 5 Seconds of Summer, pubblicato il 21 febbraio 2014 come primo estratto dal primo album in studio 5 Seconds of Summer.

## Descrizione
Traccia d'apertura dell'album, She Looks So Perfect è un brano dalle sonorità pop punk e pop rock, ed è stato composto dal batterista Ashton Irwin e dal chitarrista Michael Clifford e al produttore Jake Sinclair.

## Tracce
Testi e musiche di Ashton Irwin, Michael Clifford e Jake Sinclair, eccetto dove indicato.
Download digitale – 1ª versione
1. She Looks So Perfect – 3:22

CD singolo (Regno Unito)
1. She Looks So Perfect (Ash Demo Vocal) – 3:23
2. She Looks So Perfect (Mikey Demo Vocal) – 3:24
3. What I Like About You – 2:31 (Walter Palamarchuk, Michael Skill, James Marinos) – originariamente interpretata dai The Romantics

EP (Canada, Regno Unito, Stati Uniti)
1. She Looks So Perfect – 3:25
2. Heartache on the Big Screen – 3:28 (Ashton Irwin, Michael Clifford, Luke Hemmings, Calum Hood, Dan Lancaster, Mike Duce)
3. The Only Reason – 3:26 (Michael Clifford, Steve Robson, busbee)
4. Disconnected – 3:31 (Luke Hemmings, Calum Hood, John Feldmann, Alex Gaskarth)

Download digitale – 2ª versione
1. She Looks So Perfect (Mikey Demo Vocal) – 3:24
2. Heartache on the Big Screen – 3:24 (Ashton Irwin, Michael Clifford, Luke Hemmings, Calum Hood, Dan Lancaster, Mike Duce)
3. The Only Reason – 3:22 (Michael Clifford, Robson, busbee)
4. What I Like About You – 2:31 (Walter Palamarchuk, Michael Skill, James Marinos) – originariamente interpretata dai The Romantics

## Formazione
Gruppo
- Luke Hemmings – chitarra, voce
- Michael Clifford – chitarra, voce
- Calum Hood – basso, voce
- Ashton Irwin – batteria, voce

Altri musicisti
- Jake Sinclair – cori, chitarra, programmazione

Produzione
- Jake Sinclair – produzione, ingegneria del suono
- Eric Valentine – missaggio, produzione aggiuntiva, mastering
- Cian Riordan – ingegneria del suono
- Justin Long – assistenza alla registrazione

## Classifiche
| Classifica (2014) | Posizione massima |
| ----------------- | ----------------- |
| Australia         | 1                 |
| Austria           | 21                |
| Belgio (Fiandre)  | 20                |
| Belgio (Vallonia) | 33                |
| Danimarca         | 12                |
| Francia           | 40                |
| Germania          | 35                |
| Nuova Zelanda     | 1                 |
| Paesi Bassi       | 13                |
| Spagna            | 5                 |
| Svezia            | 46                |
| Svizzera          | 26                |